# بوب ليند
بوب ليند (بالإنجليزية: Bob Lind)‏ هو عازف قيثارة وكاتب أغاني ومغني وموسيقي ومغن مؤلف أمريكي، ولد في 25 نوفمبر 1942 في بالتيمور في الولايات المتحدة.

## وصلات خارجية
- الموقع الرسمي
- بوب ليند على موقع ميوزك برينز (الإنجليزية)
- بوب ليند على موقع إن إن دي بي (الإنجليزية)
- بوب ليند على موقع ديسكوغز (الإنجليزية)